# Jerz Igor
Jerz Igor – polski zespół z Warszawy, złożony z dwóch muzyków (Jerzy Rogiewicz, Igor Nikiforow) znanych z kręgu muzyki alternatywnej, grających w zespołach jak: Levity, Pink Freud, Hokei, Paula & Karol, Warszawska Orkiestra Rozrywkowa czy projekty Marcina Maseckiego. W Dzień Dziecka, 1 czerwca 2013, opublikowali swoją pierwszą piosenkę pt. Królewicz, a dokładnie rok później wydali debiutancką płytę pt. Mała płyta.

## Skład
- Jerzy Rogiewicz – śpiew, fortepian, syntezatory, bębny, perkusja, gitara, gitara basowa
- Igor Nikiforow – śpiew, fortepian, syntezatory, bębny, perkusja, gitara, gitara basowa[1]

## Dyskografia

### Albumy
Na podstawie materiału źródłowego:
- 2014: Mała płyta (Lado ABC)
- 2015: Zimą (Lado ABC)
- 2020: Wyspa